# Ventimila hanno visto
Ventimila hanno visto, pubblicato in Italia anche con il titolo Cinquemila hanno visto (The American Gun Mystery) è un romanzo giallo di Ellery Queen, pubblicato nel 1933.

## Trama
Il celebre cowoby Buck Horne, in passato stella del rodeo e famoso divo dei western di Hollywood, ma da un pezzo sul viale del tramonto, sta progettando un clamoroso rientro sulle scene in grande stile, e per farlo ha scelto lo spettacolo itinerante del suo vecchio amico Wild Bill Grant, e la grandiosa cornice del Colosseum di New York. Ma durante la parata del gruppo che dà inizio allo show Horne si accascia sulla sella e rotola giù sotto gli zoccoli dei cavalli che lo seguono, sotto gli occhi inorriditi di ventimila spettatori, colpito al cuore da una pallottola di rivoltella. Caso vuole che fra il pubblico ci sia Ellery Queen in compagnia di suo padre, l'ispettore Richard Queen della Squadra Omicidi. L'arena viene immediatamente circondata dalla polizia e sigillata, ma le perquisizioni più accurate non riescono a far saltare fuori l'arma del delitto. Ellery dovrà spiegare gli elementi a prima vista impossibili dell'omicidio, indagando su persone sospette appartenenti ad ambienti apparentemente estranei tra loro, da quello dei cowboy del rodeo al magico mondo delle star hollywoodiane, passando per ricchi impresari, velenosi reporter e persino il campione mondiale dei pesi massimi di pugilato.

## Personaggi principali
- Buck Horne -  ex stella del cinema western
- Kit Horne - sua figlia, famosa attrice western
- Wild Bill Grant - amico di Buck, organizzatore di rodei
- Curly Grant - suo figlio
- Mara Gay - famosa attrice
- Julian Hunter - suo marito, proprietario di night-club
- Tony Mars - organizzatore di eventi sportivi
- Tommy Black - pugile
- Woody il Monco, Hank Boone, Benjy Miller, Texas Joe Halliwell, Jock Ramsey, Lafe Brown, Shorty Downs  - cowboy
- Ted Lyons - reporter per un giornale scandalistico
- Maggiore Kirby - direttore del cinegiornale
- Dottor Hancock - medico del rodeo
- Johnson, Piggott, Flint, Hesse, Hagstrom, Ritter - poliziotti
- Kenneth Knowles - esperto di balistica
- Dottor Samuel Prouty - medico legale
- Sergente Thomas Velie - della squadra Omicidi
- Djuna - domestico dei Queen
- J.J. McC. - amico di Ellery
- Richard Queen - capo della Squadra Omicidi
- Ellery Queen - scrittore, investigatore

## Critica
"Ventimila hanno visto ha una soluzione che è molto azzardata persino secondo gli standard dell'età d'oro del giallo classico. [...] molti lettori penseranno che la soluzione sia scorretta e che violi le regole del "fair play" del poliziesco classico [...] Eppure i capitoli finali, per quanto goffi, hanno una loro grandiosità nella concezione. Per quanto "sleali", sono un esempio dell'immaginazione sfrenata al lavoro nei polizieschi dell'era classica. [...] Ci sono anche molta logica e deduzioni interessanti nel finale di Queen; l'intera storia regge, con una trama unificata e con una logica interna, per quanto poco plausibile. Il libro soffre anche del fatto che la narrazione, nella parte che precede il finale, è spesso rigida e poco ispirata. Questo è un problema comune per Ellery Queen; molti dei suoi primi lavori hanno soluzioni molto migliori rispetto alla narrazione fra il momento del crimine e la sua soluzione. La questione della sparizione della pistola è ben fatta, secondo qualsiasi metro di giudizio.
Il libro è ambientato in un rodeo che fa tappa a New York City; un rodeo simile figura in Murder on the wheels (1932) di Stuart Palmer."

"Una buona idea, ma troppo ingegnosa per il suo stesso bene. La premessa di base è difficile da digerire, e il metodo con il quale la pistola viene fatta sparire è davvero al limite della credibilità."

Il libro venne pubblicato per la prima volta in Italia con il titolo di Cinquemila hanno visto.

## Edizioni
- Ellery Queen, Ventimila hanno visto, traduzione di Gianni Montanari, I Classici del Giallo Mondadori (n. 993), Arnoldo Mondadori Editore, 2004,  p. 265, ISSN 0009-8426.